# Battito (Grido)
Battito è un singolo del rapper italiano Grido, pubblicato il 29 novembre 2024 come secondo estratto dal quarto album in studio Musica eterna.

## Descrizione
Il brano, scritto dallo stesso rapper, è prodotto da MasterMaind.

## Video musicale
Il video musicale, diretto dallo stesso Grido, è stato pubblicato il 6 dicembre 2024 attraverso il canale YouTube del rapper.

## Tracce
Testi di Luca Aleotti, musiche di Luca Aleotti e Stefano Breda.
1. Battito – 2:54